# Radio FG
FG DJ Radio (正式には Radio FG)は、フランスのパリにあるFMラジオ局である。周波数は98.2MHz。ハウス、R&B、テクノ、ダンス・ミュージックなどの楽曲を主に放送する他、クラブイベントの主催なども手がける。

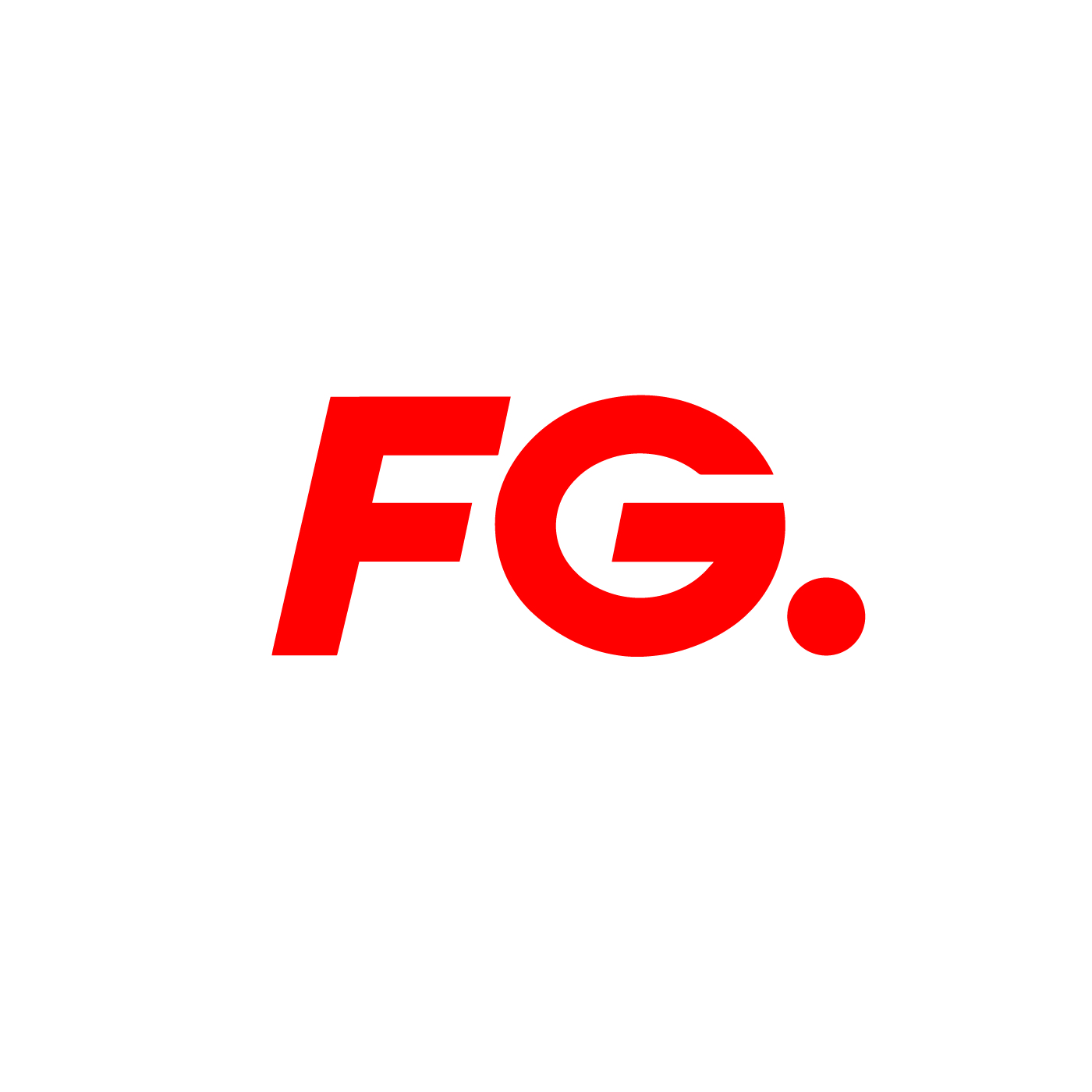

## 概要
パリにおいて約20万人ほどの聴取者を持つ。今日ではパリ市民の中でFGを知らない人は少ない。
フランス以外でも、ヨーロッパ中で有線放送や衛星放送で聞く事が出来る上に、日本でもインターネットラジオによるライブストリーミングでの受信が可能。これにより世界的なラジオ局として知られている。

## 略歴
Radio FGは1981年にパリにおける同性愛者向けのラジオ局としてスタートした。なお、ハウスミュージックの発展において同性愛者が果たした大きな功績に象徴されるように、このような経緯は特に珍しいことではない。
局名の'FG'とは"Fréquence Gaie"、"Futur Génération"、"Filles et Garçons"などの意味とされる。
最初の4年間ほどの間、FGは組織内部における闘争や、財政的な危機に直面した。結果、1990年ごろにアンリ・モレール現CEOによってラジオ局は買収される。
それ以後は社会的な放送から遠ざかり、日本でいうモア・ミュージック・レス・トークに路線変更し、エレクトロニカ系のクラブDJに選曲を一任するというスタイルで放送を続けていく。
（現地時間夕方6時からの"Happy Hour"と呼ばれるトークショーでは、クラブイベントやパリでの生活だけでなく、若者のドラッグやセックスなどの問題について語られるなど、開局当時の面影もわずかに残る。）
2001年に会社化。2003年には通称を"FG DJ Radio"と変え、新たに選曲にR&BやRaïなどのジャンルも盛り込む。
2004年には"Underground FG"と呼ばれるもうひとつのラジオ局がネット上で開局する。